# کدت
بلین کامرون جانسون (۲ مارس ۱۹۹۰–۹ فوریه ۲۰۱۹)، که به‌طور حرفه ای به عنوان کدت شناخته می‌شد، یک رپر و تهیه‌کننده موسیقی اهل انگلیس بود.